# Giọt đắng
Giọt đắng là một bộ phim truyền hình được thực hiện bởi Hãng phim Truyền hình Thành phố Hồ Chí Minh, Đài Truyền hình Thành phố Hồ Chí Minh do  Đinh Đức Liêm làm đạo diễn. Phim phát sóng vào lúc 18h00 từ Chủ Nhật đến thứ 3 hàng tuần, bắt đầu từ ngày 2 tháng 12 năm 2007 và kết thúc vào ngày 15 tháng 1 năm 2008 trên kênh HTV9.

## Nội dung
Giọt đắng là cuộc đấu tranh gay go của những người bạn trẻ trên con đường bảo vệ thương hiệu cà phê Việt Nam diễn ra ở Buôn Ma Thuột, trong đó điển hình là Văn (Thanh Phương) – chàng sinh viên y khoa nhưng lại có niềm đam mê đặc biệt đối với cà phê.

## Diễn viên
- Thanh Phương trong vai Văn[6]
- Thu Hòa trong vai Thương
- Hoài An trong vai Cô Niên
- Lương Thế Thành  trong vai Thanh
- Xuân Thùy trong vai Ngọc
- Minh Cường trong vai Giao
- Thành Được trong vai Trung
- Thanh Hải trong vai Tùng
- Linh Trang trong vai Hằng
- Minh Đức trong vai Hương
- Bình Minh trong vai Bích
- Kiều Trinh trong vai Liên
- Siu Black trong vai Bà Mai
- NSƯT Xuân Va trong vai Bà Thư
- NSƯT Minh Sang trong vai Ông Định
- Thanh Sâm trong vai Bà Định

Cùng một số diễn viên khác....

## Ca khúc trong phim
Bài hát trong phim là ca khúc "Giọt đắng" do Nguyễn Đức Trung sáng tác và Thanh Phương thể hiện.

## Đón nhận
Bộ phim đã thu hút sự yêu thích từ người xem chỉ sau thời gian ngắn lên sóng. Viết cho Báo Cần Thơ, Xuân Viên coi Giọt đắng là một "dư vị ngọt ngào, khép lại năm 2007 của phim truyền hình Việt", đồng thời khẳng định tài năng đạo diễn Đinh Đức Liêm thông qua dự án mới nhất của anh. Trong đó, tác giả nhận xét rằng tình tiết phim hấp dẫn, gần gũi với thực tế; cộng với diễn xuất tròn vai của dàn diễn viên đã góp phần tạo nên sự đón nhận tích cực từ khán giả đối với tác phẩm.
Sau khi diễn viên Thanh Phương qua đời vào năm 2008, chỉ một thời gian ngắn sau khi phim kết thúc, vai diễn của anh trong Giọt đắng đã được đề cử vào hạng mục "Nam diễn viên chính được yêu thích nhất" tại HTV Awards 2007, như một sự tri ân cho những cống hiến của Thanh Phương. Chung cuộc, đề cử này đã chiếm số phiếu cao nhất so với các đề cử còn lại và anh được trao giải thưởng cùng năm.

## Giải thưởng
| Năm  | Giải thưởng | Hạng mục                                | (Người) đề cử | Kết quả   | Tham khảo |
| ---- | ----------- | --------------------------------------- | ------------- | --------- | --------- |
| 2008 | HTV Awards  | Nam diễn viên chính được yêu thích nhất | Thanh Phương  | Đoạt giải | [ 9 ]     |